# Nationales Aufbauwerk

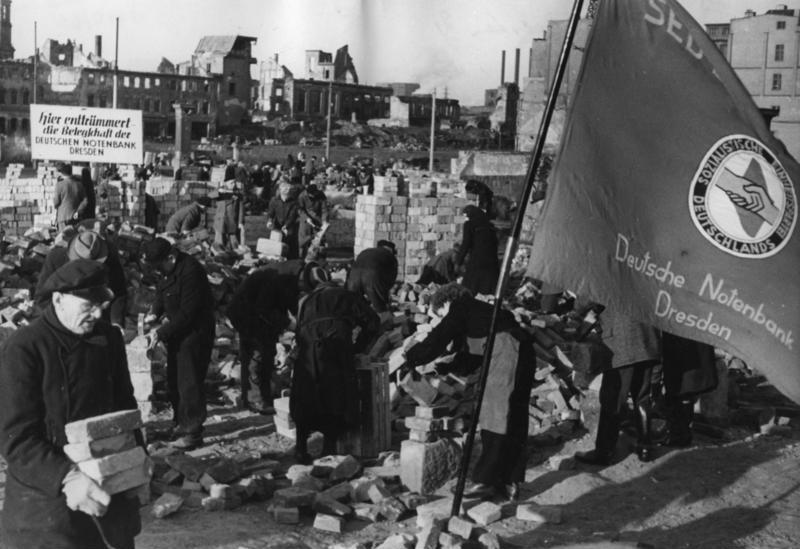
NAW-Einsatz am Altmarkt in Dresden; das Plakat im Hintergrund trägt die Aufschrift: „Hier enttrümmert die Belegschaft der Deutschen Notenbank Dresden“

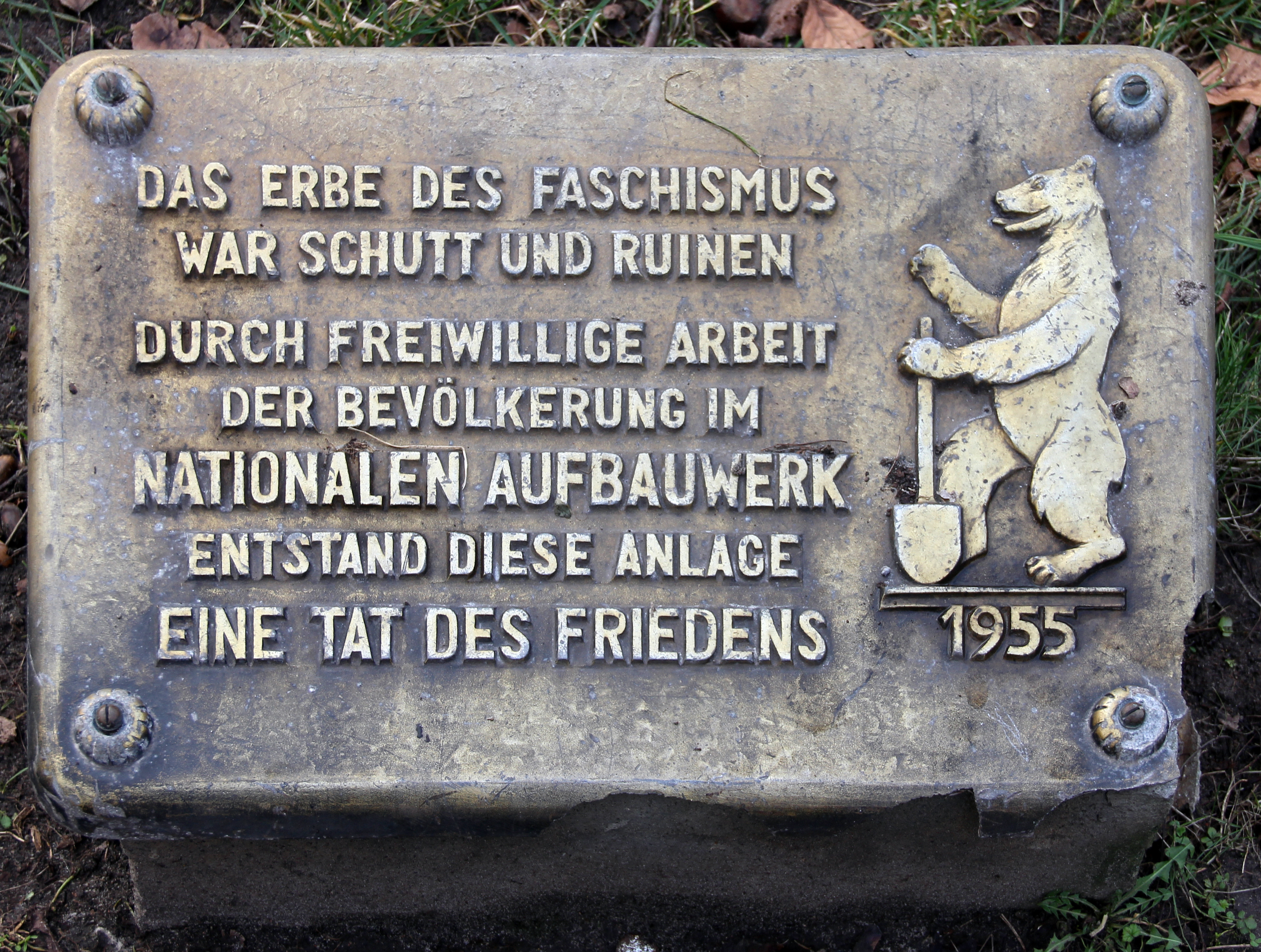
Gedenktafel, Große Seestraße 11, in Berlin-Weißensee

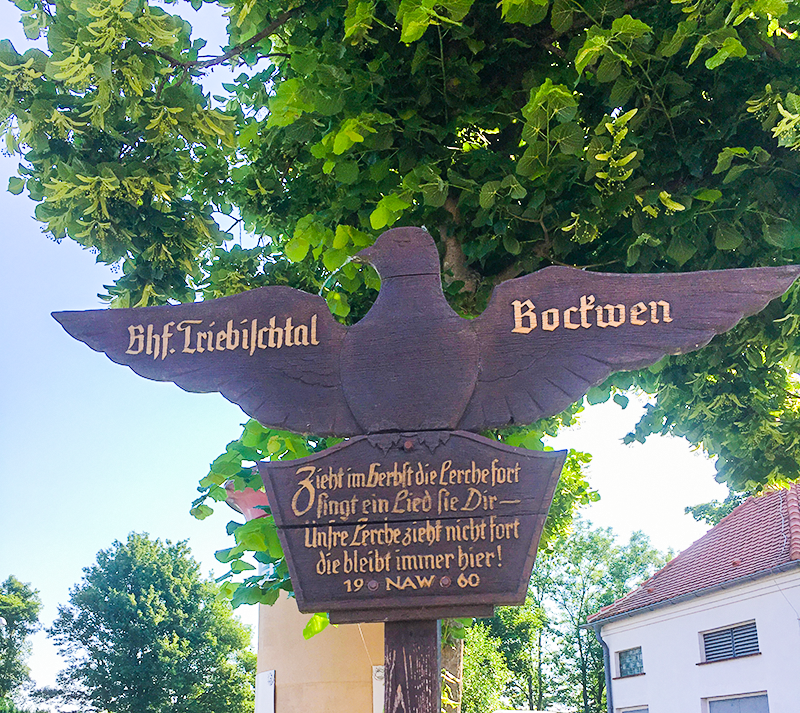
Wegweiser mit Aufschrift „NAW 1960“ in Lercha (Meißen)

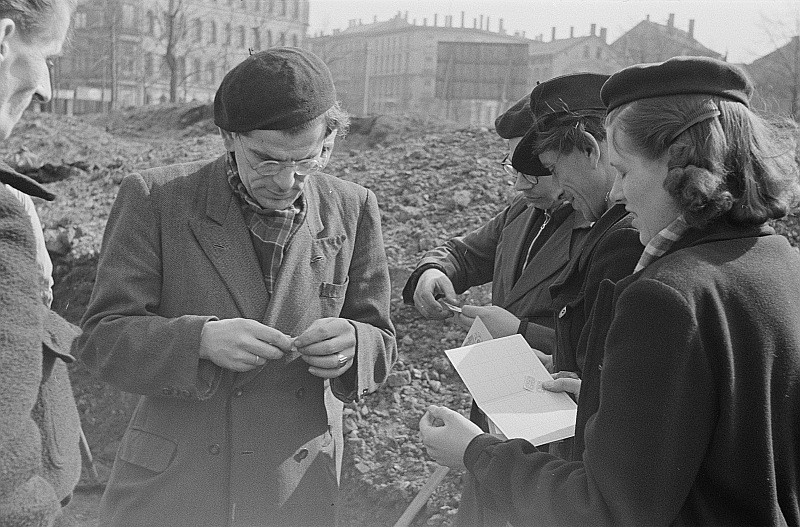
Aufbauhelfer beim Einkleben von Sammelmarken (Leipzig, 1952)

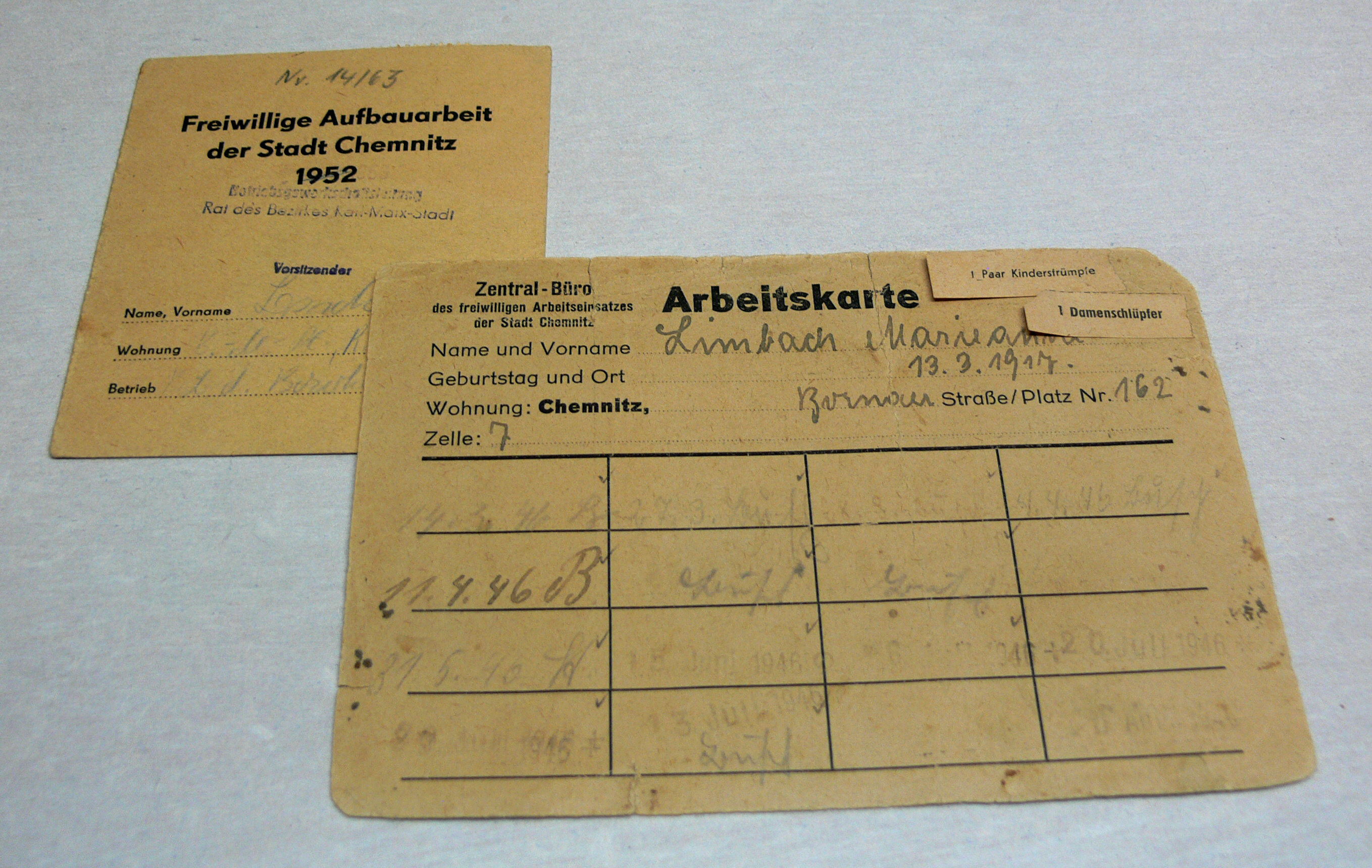
Arbeitskarte (Chemnitz, 1952)

Das Nationale Aufbauwerk (NAW) der DDR war eine im November 1951 gegründete und von der Nationalen Front getragene Aktion zur freiwilligen, gemeinnützigen und unentgeltlichen Arbeit, die ursprünglich Bauvorhaben in Ost-Berlin realisieren sollte und dann auf die gesamte DDR ausgeweitet wurde. In den 1960er Jahren wurde das NAW durch die ebenfalls von der Nationalen Front getragene und als volkswirtschaftliche Masseninitiative (VMI) organisierte Aktion Schöner unsere Städte und Gemeinden – Mach mit! („Mach-mit-Bewegung“) ersetzt – diese Einsätze wurden dann vergütet.

## Geschichte
Vorgänger des NAW war das „nationale Aufbauprogramm Berlin“. Das Zentralkomitee der SED beschloss im November 1951, ab dem 2. Januar 1952 ein Nationales Aufbauwerk zu begründen und veröffentlichte den Gründungsaufruf am 25. November 1951 im SED-Zentralorgan Neues Deutschland. Schwerpunkt sollte die Ost-Berliner Stalinallee sein. Dort und an anderen Stellen Ost-Berlins sollte eine Aktion zur Beseitigung der Trümmer beginnen; das Ziel war die Beseitigung der großen Ruinengebiete und die Gewinnung von Baumaterial aus den Trümmern. In dem Artikel wurde vorgeschlagen, mit einer Aufbaulotterie die Mittel für den Bau der repräsentativen, als Arbeiterpaläste konzipierten Wohnbauten aufzubringen. Die Aufbauhelfer leisteten 1952 über vier Millionen Stunden freiwillige Arbeit an der Stalinallee.
Das Nationale Aufbauwerk wurde dann auf die ganze DDR ausgedehnt. Ausschüsse der Nationalen Front leiteten die unbezahlte Arbeit der Bürger zur Beseitigung von Trümmern, dem Neubau und der Erhaltung von Gebäuden. Die jeweiligen Projekte wurden in der Tagespresse und durch Transparente sowie Aushänge in den Wohngebieten bekannt gegeben. Die gesetzlich vorgeschriebene Bauplanung, Koordinierung und Bereitstellung von Material und Baugeräten erfolgte in Verantwortlichkeit der zuständigen Gemeinde oder Stadtverwaltung.
Gemeinsam war allen Projekten des NAW, dass es um die Realisierung von Projekten von gemeinschaftlichem Interesse ging, z. B. von Schwimmbädern, Klubhäusern oder Parks. Im NAW entstanden Feuerwehrhäuser, Sportplätze, Turnhallen und Sportlerheime, Kulturhäuser und Schulen. Der Tierpark Berlin im Bezirk Lichtenberg wurde ab 1955 von Aufbauhelfern des Nationalen Aufbauwerks aus Berlin und Umgebung aufgebaut. Auch das Ostseestadion in Rostock und das Ernst-Grube-Stadion in Magdeburg wurden im Rahmen des NAW errichtet. Wegen der geringen Geldmittel, die für das Projekt zur Verfügung standen, wurde die Rostocker Bevölkerung zur Unterstützung in Form von freiwilliger Arbeit und Spenden aufgerufen. Anfang der 1950er Jahre arbeiteten tausende Menschen am Stadion mit und leisteten über 230.000 Arbeitsstunden. Allein durch diese Arbeitsstunden wurden laut einem Gedenkstein vor dem Stadion 928.018,20 DDR-Mark eingespart.

## Aufbaustunden
Die an einem Projekt Beteiligten leisteten „Aufbaustunden“. Die geleisteten Stunden wurden mit Klebemarken in einer „Einsatzkarte“ dokumentiert. Für die Anzahl der geleisteten Stunden wurden die Mitwirkenden mit der Aufbaunadel zum Anstecken und einer Urkunde ausgezeichnet. Die vom Aussehen her nicht einheitlichen Abzeichen wurden je nach Stundenanzahl in Gold, Silber oder Bronze verliehen. Teilweise wurden auch die Stunden auf den Abzeichen vermerkt.